# Mate Hafner
Mate Hafner, slovenski pravnik, notar, ljubiteljski naravoslovec in publicist,  * 25. avgust 1865, Dorfarje, † 31. julij 1946, Ljubljana.

## Življenjepis
Hafner je na Dunaju študiral pravo, notarski izpit pa je opravil v Gradcu. Sprva je služboval pri J. Kersniku na Brdu pri Lukovici kasneje pa še v Senožečah, Radečah in Ljubljani. V mladosti je veliko pisal in članke objavljal v Škratu, Rogaču, Rodoljubu in Svobodi. Kasneje se je posvetil naravoslovju, posebno entomologiji. Največ je raziskoval v Julijskih Alpah, in ustvaril velike in pomembne zbirke metuljev, hroščev in drugih skupin. Strokovne članke je pisal v Slovenskega čebelarja in sadjerejca, v Lovca in Geografski vestnik. Močno si je prizadeval za varstvo narave in za ustanovitev varstvenega parka v Dolini Triglavskih jezer.